# یواس‌اس گرولی (دی‌دی‌جی-۱۰۷)
یواس‌اس گرولی (دی‌دی‌جی-۱۰۷) (به انگلیسی: USS Gravely (DDG-107)) یک کشتی است که طول آن ۵۰۹ فوت ۶ اینچ (۱۵۵٫۳۰ متر) می‌باشد. این کشتی در سال ۲۰۰۹ ساخته شد.